# Scorpaena laevis
Scorpaena laevis és una espècie de peix pertanyent a la família dels escorpènids.

## Descripció
- Fa 35 cm de llargària màxima (normalment, en fa 20).[5][6][7]

## Hàbitat
És un peix marí, demersal i de clima subtropical que viu fins als 100 m de fondària.

## Distribució geogràfica
Es troba a l'Atlàntic oriental: des de Mauritània fins a Pointe-Noire (República del Congo), incloent-hi les illes Açores, Madeira i Cap Verd.

## Observacions
N'hi ha informes d'enverinament per ciguatera.